# HDLC
HDLC (Điều khiển liên kết dữ liệu mức cao) là giao thức truyền thông mục đích chung điểm-điểm hoạt động ở cấp liên kết dữ liệu. Nó dựa trên ISO 3309 và ISO 4335. Nó nổi lên như một sự tiến hóa của SDLC trước đó. Nó cung cấp khả năng phục hồi lỗi trong trường hợp mất gói dữ liệu, lỗi chuỗi và các lỗi khác, do đó nó cung cấp liên lạc đáng tin cậy giữa máy phát và máy thu.
Từ giao thức này rút ra các giao thức khác như LAPB, LAPF, LLC và PPP.

## Đặc điểm cơ bản của HDLC
HDLC định nghĩa ba loại trạm, ba cấu hình liên kết và ba chế độ hoạt động để truyền dữ liệu.
Ba loại trạm là:
Trạm chính: nó được đặc trưng bởi vì nó có trách nhiệm kiểm soát hoạt động của liên kết. Các khung được tạo bởi chính được gọi là đơn đặt hàng.
Trạm thứ cấp: hoạt động dưới sự kiểm soát của trạm chính. Các khung được tạo bởi trạm thứ cấp được gọi là phản hồi. Chính thiết lập một liên kết logic độc lập cho mỗi thứ hai có trong dòng.
Trạm kết hợp: nó là một hỗn hợp giữa các đặc tính của sơ cấp và thứ cấp. Một trạm loại này có thể tạo ra cả đơn đặt hàng và phản hồi.
Ba cấu hình có thể có của liên kết là:
Cấu hình không cân bằng: nó được hình thành bởi một trạm chính và một hoặc nhiều trạm thứ cấp. Nó cho phép truyền bán song công vì trạm chính là trạm thực hiện điều khiển truy cập vào phương tiện và trạm thứ cấp chỉ có thể phát khung khi trạm chính yêu cầu.
Cấu hình cân bằng: bao gồm hai trạm kết hợp. Nó cũng cho phép truyền toàn bộ song công hoặc bán song công.
Cấu hình đối xứng: hai trạm vật lý, mỗi trạm có một trạm logic, sao cho một trạm chính của trạm vật lý được kết nối với trạm thứ cấp của trạm vật lý khác.
Ba chế độ truyền dữ liệu là:
Chế độ phản hồi bình thường (NRM): được sử dụng trong cấu hình không cân bằng. Trạm chính có thể bắt đầu chuyển dữ liệu sang thứ cấp, nhưng trạm thứ cấp chỉ có thể truyền dữ liệu bằng cách sử dụng các phản hồi cho các lệnh do chính ban hành.
Chế độ cân bằng không đồng bộ (ABM, Chế độ cân bằng không đồng bộ): được sử dụng trong cấu hình cân bằng. Trong chế độ này, bất kỳ trạm kết hợp nào cũng có thể bắt đầu truyền mà không cần phải xin phép từ trạm kết hợp khác.
Chế độ phản hồi không đồng bộ (ARM, Chế độ phản hồi không đồng bộ): được sử dụng trong cấu hình không cân bằng. Trạm thứ cấp có thể bắt đầu truyền mà không cần sự cho phép rõ ràng từ trường tiểu học. Trạm chính tiếp tục chịu trách nhiệm cho hoạt động của dòng, bao gồm khởi tạo, phục hồi lỗi và ngắt kết nối logic.
NRM thường được sử dụng trong các dòng có nhiều kết nối và trong các liên kết điểm-điểm, trong khi ABM được sử dụng nhiều nhất trong ba chế độ; bởi vì ABM không cần thực hiện thăm dò, việc sử dụng các liên kết điểm-điểm với song công hoàn toàn hiệu quả hơn với chế độ này. ARM chỉ được sử dụng trong các trường hợp rất cụ thể.